# Gradski stadion Velika Gorica
Gradski stadion u Velikoj Gorici je višenamjenski stadion. Bio je poznat kao Stadion ŠRC Velika Gorica te Stadion Radnik. Na njemu utakmice igra HNK Gorica. Ima nogometni teren, atletsku stazu i dvije djelomično natkrivene tribine.

## Povijest
Gradski stadion Velika Gorica izgrađen je 1987. godine  za potrebe Univerzijade. Otvorenje stadiona bilo je 30. lipnja 1987. godine. Radnik je igrao protiv studentske reprezentacije Jugoslavije. Na utakmici je bilo 10.000 gledatelja. Na Univerzijadi je pet utakmica odigrano u Velikoj Gorici.
Tijekom 1970-ih napravljen je urbanistički plan kojim je taj prostor uz Plešku ulicu predviđen prostor za sportsko-rekreacijski centar Velika Gorica. Projekt je radio urbanistički institut Hrvatske, a projektanti su bili Duška i Drago Bradić.